# Turnverein 1877 Essen-Kupferdreh
Der Turnverein 1877 Essen-Kupferdreh, offiziell Turnverein 1877 e.V. Essen-Kupferdreh, (TVK 1877) ist ein Sportverein aus Essen.

## Geschichte und Lage
Der Verein wurde 1877 in Kupferdreh gegründet, 1929 wurde Kupferdreh nach Essen eingemeindet.
Die Geschäftsstelle des Vereins befindet sich an der Kampmannbrücke über die Ruhr. Dort befindet sich auch ein Boule-Feld und der Steg für die Ruderer und Kanuten. Die 19 übrigen Sportstätten befinden sich nicht nur in Kupferdreh, sondern sind teilweise über das Stadtgebiet verstreut.
Die Vereinsfarben sind grün-weiß.

## Sportarten
Der Verein bietet unter anderem die Sportarten Badminton, Gerätturnen, Judo, Kanusport, Karate, Leichtathletik, Rollstuhl-Basketball, Rudern, Schwimmen, Taekwondo, Tischtennis und Volleyball an.

## Bekannte Sportler der Ruderabteilung
Ansgar Wessling war Olympiasieger 1988 in Seoul und Olympiadritter 1992 in Barcelona. Hinzu kamen zweimal Gold und zweimal Silber bei Weltmeisterschaften. Kathrin Schmack war 1988 Weltmeisterschaftsdritte.